# Moschea Mohammed VI
La moschea "Mohammed VI" di Torino si trova nel quartiere Nizza Millefonti del capoluogo piemontese, vicino Piazza Bengasi, al confine con il Comune di Moncalieri.

## Costruzione
È uno dei quindici luoghi di preghiera musulmani sparsi nella città di Torino, l'unico però a presentare tutte le caratteristiche necessarie, e quindi l'unico deputato a rappresentare una moschea ufficiale e riconosciuta.
Dopo anni di discussione in cui sembrava che la moschea dovesse sorgere in via Urbino, la scelta è infine caduta su via Genova 268, nei locali di un ex cinema. La superficie interna è di 1100m², di cui 800m² dedicati alla sala di preghiera e 300m² alla balconata per le donne. Il progetto è stato affidato all'architetto Demetrio Foti.
La costruzione della moschea, promossa dalle autorità islamiche di Torino (Abdelghani El Rhalmi e Mohamed El Yandouzi) è iniziata nel 2010 ed è terminata nel 2013. Il 6 luglio 2013 l'edificio è stato inaugurato alla presenza di varie autorità; alcuni esponenti della sezione piemontese della Lega Nord hanno contestato l'evento..
La Fondazione Al-Waqf della Confederazione Islamica Italiana ha contribuito successivamente in maniera determinante ad estinguere i debiti e a rendere il centro islamico di proprietà dei musulmani. Le decorazioni e buona parte degli arredi interni sono frutto di donazione da parte dei fedeli musulmani torinesi. Il luogo di preghiera all'interno ha un'ottima illuminazione naturale, mentre il ricircolo e la deumidificazione dell'aria sono favoriti dall'impianto di climatizzazione.
Il centro culturale islamico aderisce alla Federazione Islamica del Piemonte e fa parte del Patto di condivisione con la comunità islamica di Torino. 

## Attività
Nella moschea di Torino si professa l'Islam secondo il sunnismo. La moschea è frequentata da musulmani italiani e stranieri, che si radunano quotidianamente in preghiera e per la lettura del Corano.
Il luogo di culto, seppur nato solo da qualche anno, risulta già essere ben strutturato nel dettaglio delle proprie attività. Inoltre, attraverso la programmazione del Centro culturale islamico d'Italia (CCII) nel suo distaccamento comunale di Torino, vengono organizzati incontri di interscambio culturale e corsi di lingua (italiana e araba) per uomini, donne e bambini.